# Kostel svatého Rocha (Žižkov)
Kostel svatého Rocha, Šebestiána a Rozálie, někdy jen kostel svatého Rocha na Žižkově je římskokatolický filiální kostel žižkovské farnosti u kostela sv. Prokopa. Tento původně hřbitovní kostel na území již zaniklé vsi Olšany je nejstarším žižkovským kostelem. Nachází se na Olšanském náměstí v městské části Praha 3-Žižkov.

## Historie

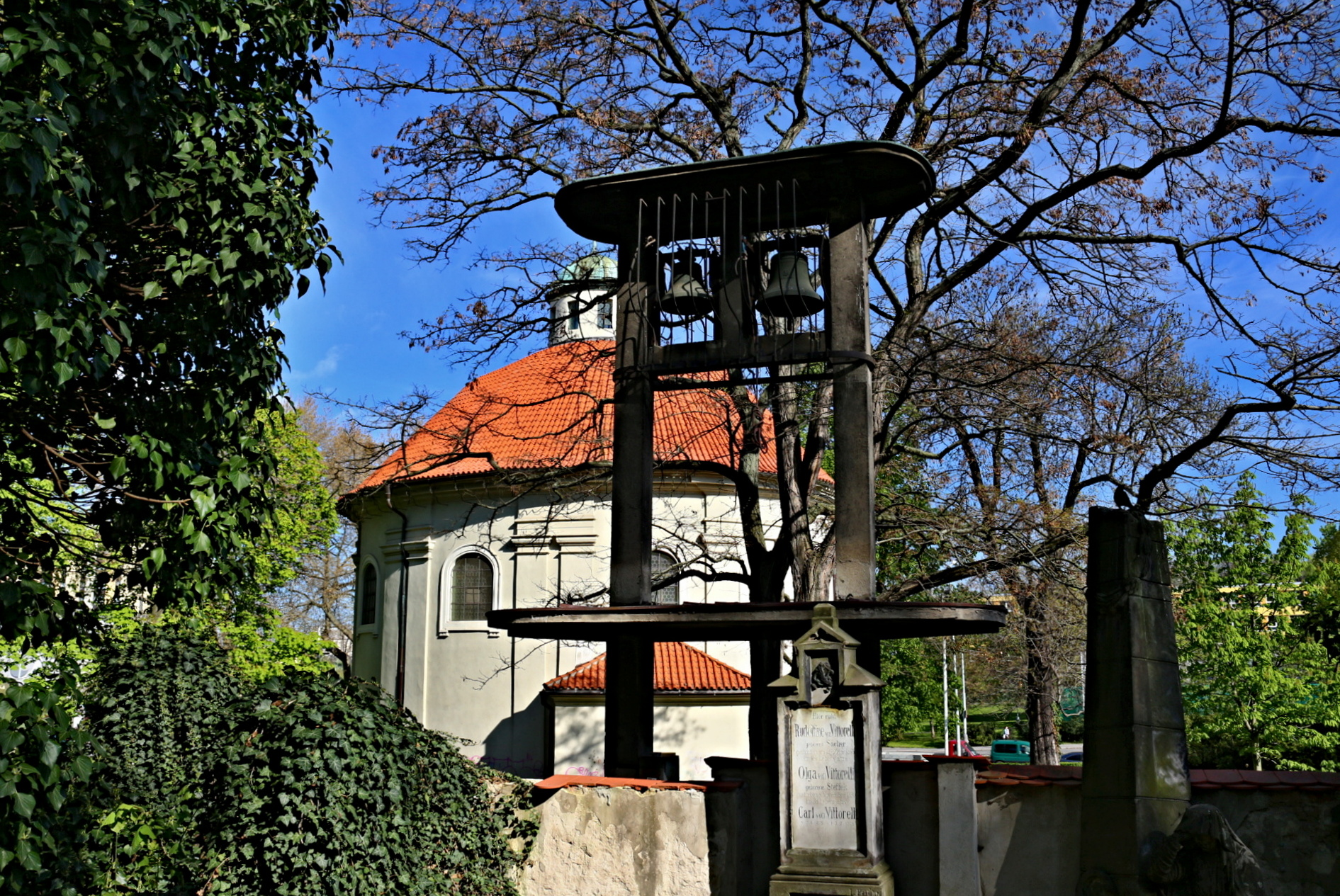
Kostel sv. Rocha a zvonička

Na pozemcích Olšan byly od středověku vinice pražských měšťanů. Bezprostředním podnětem k založení hřbitova a následné výstavbě kostela byla morová epidemie, která vypukla v Praze počátkem roku 1680. K pochovávání zemřelých měla jednotlivá pražská města zřídit pohřebiště za městskými hradbami. Tak vznikly v Olšanech tři morové hřbitovy – staroměstský, novoměstský a židovský. Z rozhodnutí magistrátu Starého Města byla u nově založeného pohřebiště schválena stavba nové kaple. Souhlas dal dne 16. srpna 1680 pražský arcibiskup Jan Bedřich z Valdštejna a 27. července roku 1682 byla dokončena. Stavěna byla podle plánů Jeana-Baptisty Matheye, stavitelem byl Jan Hainrice. Stavitelsky nejde o plně rozvinuté baroko, tvary a vnitřní výzdoba je spíše klasicizující s jemnými náznaky barokních prvků.

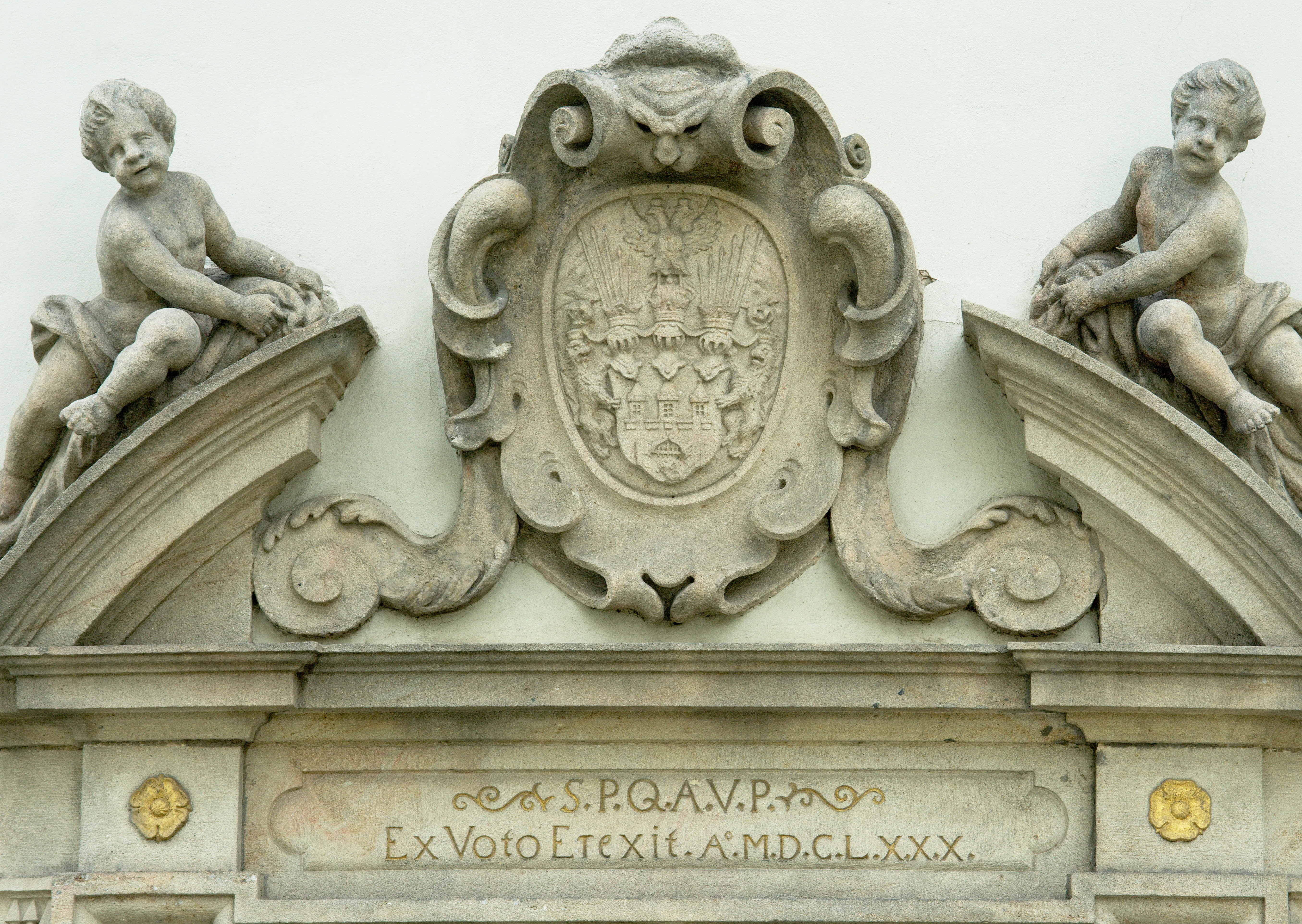
Portál kostela sv. Rocha s nápisem v latině. Rada i obec starého Města pražského. Roku 1680.

Kostel sv. Rocha nadále plnil funkci hřbitovního kostela, a to i poté, co se na Olšanských hřbitovech začalo řádně pohřbívat, mimo morové oběti. V roce 1839 byl guberniálním dekretem pro stavební závady a nepříznivou polohu zrušen farní kostel Povýšení sv. Kříže. Šest oltářů a celá farnost byly přeneseny ke kostelu sv. Rocha na Olšanech. Všechny úkony farní duchovní správy se vykonávaly teprve od roku 1842.
Při výstavbě komunikací na Olšanech byla zbořena část hřbitovní zdi, za níž kostel sv. Rocha stával, stejně jako musela výstavbě ustoupit stará fara. A tak dnes stojí tento kostel (lidově pro svůj tvar nesprávně[zdroj⁠?!] nazýván také rotunda) volně uprostřed zeleně.
V letech 2005–2006 prodělal kostel rekonstrukci, při níž mu byla mimo jiné vyměněna celá střecha.

### Pohřbení
Na hřbitově byli pohřbeni divadelník Václav Thám a jeho bratr Karel Ignác, spisovatel a vlastenecký kněz Antonín Jaroslav Puchmajer, historik a katolický kněz Gelasius Dobner, český kněz Karel Rafael Ungar nebo profesor a kněz Stanislav Vydra.

## Charakteristika, význam, výzdoba

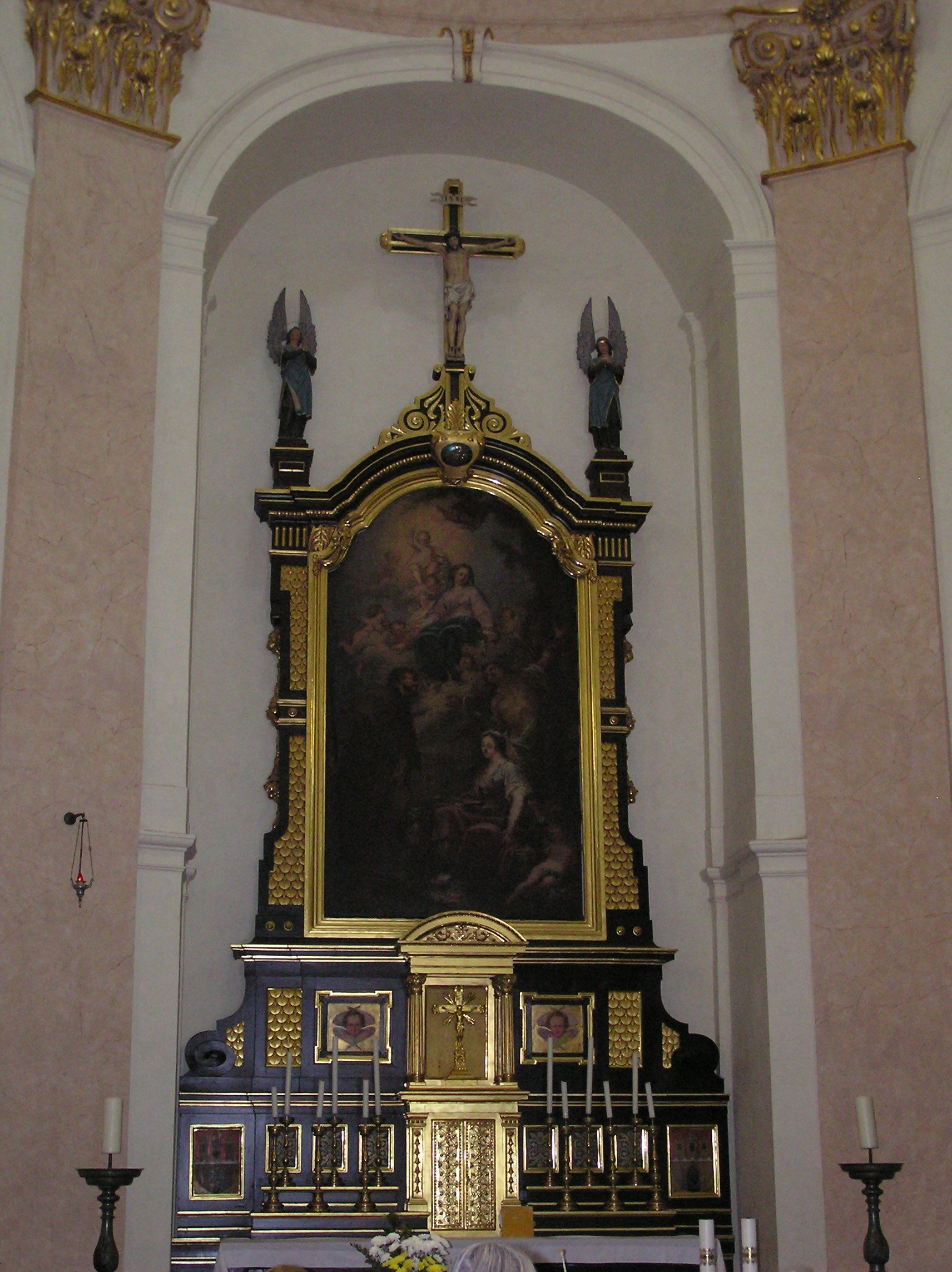
Oltář kostela svatého Rocha

Jde o barokní centrální stavbu na elipsovitém půdorysu, zaklenutou kupolí s věžičkou (okulus), kterou zřejmě projektoval proslulý architekt Jean-Baptiste Mathey a realizoval stavitel J. Hainric. Její vnitřek je členěn lisénami a arkádami, nad nimiž je vyložena galerie s balustrádou. Architekturu hlavního novobarokního oltáře navrhl Antonín Baum roku 1879, kdy byl obnoven celý interiér. V jeho rámu je vsazen cenný barokní obraz Ignáce Raaba z roku 1754, znázorňující svaté patrony morových epidemií, jimiž jsou vlevo sv. Roch, vpravo sv. Šebestián a uprostřed sv. Rozálie, kteří uctívají Pannu Marii. Pozadí obrazu doplňují symboly hrůzy, způsobené morovou zkázou. V nástavci je krucifix mezi soškami dvou andělů, dílo pražského řezbáře Eduarda Veselého z roku 1880.
Pozdního data je pravý boční oltář Panny Marie zdobený obrazem Jana Heřmana z roku 1884. Na opačné straně umístěný oltář svatého Josefa spolu se sochou svatého Jana Křtitele, která byla darována roku 1880 ze Švýcarska. Obrazy křížové cesty maloval G. W. Weis roku 1854 podle kreseb Josefa Führicha, zatímco velkou fresku nad vchodem do sakristie, která znázorňuje litanii, vytvořil roku 1766 J. Steter. Tam je také dedikační nápis rady magistrátu.
Nejstarším dochovaným předmětem z kostela je barokní cínová křtitelnice z roku 1595 od cínaře Matouše Voříška z Roudnice nad Labem, přenesená do sbírek Muzea hl. m. Prahy.
Na portále je nápis: S.P.Q.A.V.P. Ex Voto A. MDCLXXX (Senatus Populusque Urbis Pragensis ex voto erexit anno 1680, značící Rada i obec Starého Města pražského, roku 1680.

## Galerie

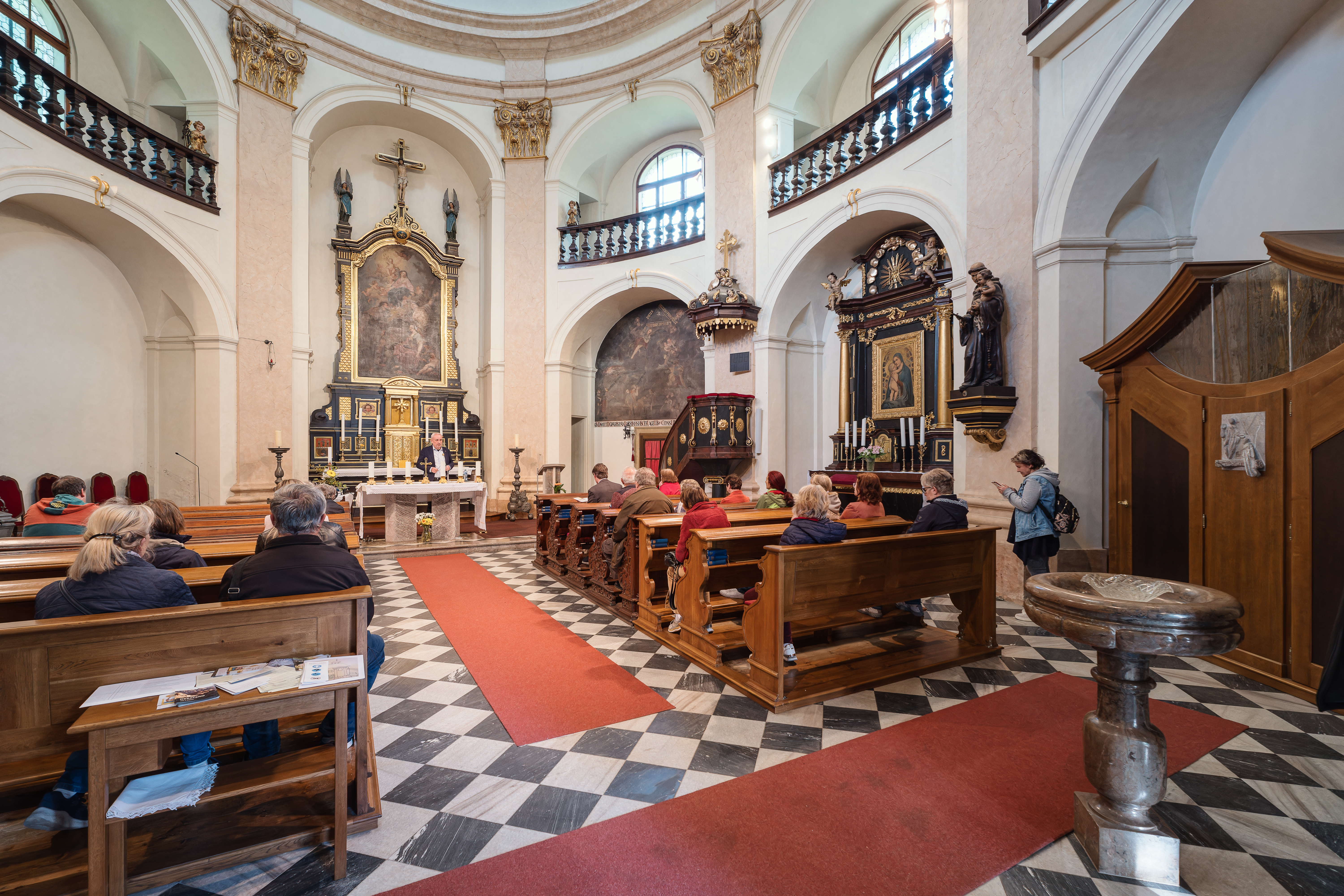
Pohled do interiéru